# The Fibonaccis
The Fibonaccis — бывшая американская арт-рок-группа, организованная в 1981 году и состоявшая из Джона Дентино (клавиши), Рона Стрингера (гитара), Мэгги Сонг (ведущий вокал), Джо Берарди (ударные) и впоследствии Тома Кори (бас-гитара). Название группы происходит от фамилии итальянского математика 13-го века Фибоначчи.

## Обзор
The Fibonaccis вышли из лос-анджелесской арт-панк сцены, которая включала такие группы как Wall of Voodoo, Oingo Boingo и Sparks. Упоминая авторов музыки к фильмам Нино Рота и Эннио Морриконе в числе повлиявших на них, The Fibonaccis сочиняли песни, отличающиеся сложным фортепьяно и гитарными партиями, сверхвысокими, а иногда непонятными звуками и частым применением нетрадиционных инструментов, среди них мандолина, кларнет и мелотрон. Их стиль почти невозможно было определить (часто группа приравнивала свой саунд к «музыке, поднимающейся из ада»), он обладал сильными элементами прогрессивного рока, world music, кабаре и/или фанка. Порой группа могла пойти и в сторону более экспериментальных произведений, например декламируя отрывки из поэм Эмили Дикинсон и Валанс Стивенс на фоне музыки, играя инструментальные композиции и диковинные кавер-версии, такие как тема из «Психо». В своих текстах The Fibonaccis постоянно исследовали мрачные сюжеты, вроде серийных убийц или НЛО.

## Карьера
Их первый мини-альбом (fi'-bo-na'-chez) был выпущен в 1982 г., в следующем году выходит их сингл «Tumor». В 1984 г. группа сняла своё единственное музыкальное видео, противоречивый кавер на «Purple Haze» Джимми Хендрикса. Предворяемое отрезком из интервью с Чарльзом Мэнсоном, видео отличалось психоделическими образами, перерабатывая песню в гимн культу Мэнсона.
Хотя The Fibonaccis никогда не имели коммерческого успеха, они внесли большой вклад в развитие культуры андерграунда и были заметными участниками Лос-Анджелесской музыкальной сцены, играя концерты с такими группами как Sparks, Oingo Boingo и Wall of Voodoo, а также выступая на различных тусовках и мероприятиях. Среди них Whisky a Go Go и New Music America festival 1985 года.
Перед завершением их карьеры творчество The Fibonaccis начало применяться в фильмах; их песня «Sergio Leone» была использована для финальных титров «Android» (1982), а ранее незаписанный трек «Art life» прозвучал в «Slam Dance» (1987). Кроме того группа отдала пять треков (включая главную тему) для звуковой дорожки хоррор-комедии «TerrorVision» (1986). В 1987 г. группа появилась как «Sexy Holiday» в комедии «Valet Girls», исполняя «Slow Beautiful Sex» и «Purple Haze».
В 1987 г. группа выпустила свой единственный студийный альбом, «Civilization and Its Discotheques» на «Blue Yonder Sounds». Объясняя причину задержки альбома, группа сказала, что различные трудности и неприятности с звукозаписывающими компаниями беспокоили их больше своевременного релиза. Их разочарование в альбоме и недостаток популярности привели их к развалу в 1988 г. В 1992 г. «Restless Records» выпустила ретроспективу творчества группы из 26 треков, названную «Repressed — The Best of the Fibonaccis».

## Post-Fibs
После раскола группы Дентино продолжил самостоятельно сочинять музыку и с недавних пор работает над независимым документальным фильмом. Берарди отправился в тур с Wall of Voodoo Стэна Риджуэея, а также сотрудничал с такими артистами как Лидия Ланч, Конго Норвелл, Донован и Руфус Вэинрайт. Сонг играла в ряде независимых фильмов начала 90-х, включая «Жизнь на краю» Грегга Араки, а сейчас работает акупунктуристом в Лос-Анджелесе. Стрингер недавно работал редактором в кино и критиком в «LA Weekly». Кори умер от церебральной аневризмы в конце 2001 г.
Сегодня вся дискография The Fibonaccis распродана, благодаря единственному переизданию официально вышедшему на компакт-диске. Хотя Дентино собрал полный репертуар группы для свободного скачивания на веб-сайте.